# Ladislao Mazurkiewicz
Ladislao Mazurkiewicz Iglesias (14. února 1945, Piriápolis — 2. ledna 2013, Montevideo) byl uruguayský fotbalový brankář. Podobně jako František Plánička je považován za jednoho z nejlepších golmanů světa své doby.
Po otci byl polského původu, sám ale polsky neuměl. S fotbalem začínal v Racingu Montevideo, v roce 1964 přestoupil do CA Peñarol, hrál také za brazilský klub CA Mineiro.
V reprezentačním dresu odchytal 36 zápasů, zúčastnil se tří světových šampionátů: 1966, 1970 a 1974. V roce 1970 pomohl Uruguayi k zisku čtvrtého místa a byl zvolen nejlepším gólmanem turnaje.
V roce 1968 byl nominován do výběru nejlepších hráčů světa k přátelskému utkání proti Brazílii. Po skončení kariéry působil v Peñarolu jako trenér.

## Úspěchy
- Mistr Uruguaye (1965, 1966, 1981)
- Mistr Brazílie (1971)
- Pohár osvoboditelů (1966)
- Interkontinentální pohár (1966)
- Intercontinental Recopa (1969)
- Copa América (1967)
- V anketě Mezinárodní federace fotbalových historiků a statistiků o nejlepšího brankáře 20. století se umístil na 12. místě